# Henning Munk Jensen
Henning Munk Jensen (Tønder, 12 gennaio 1947 – 17 novembre 2023) è stato un calciatore danese, di ruolo difensore.

## Palmarès

### Club
- Coppa di Danimarca: 1

Aalborg: 1965-1966

### Individuale
- Calciatore danese dell'anno: 2

1968, 1975